# 海上飞行器
海上飞行器 ，一种水上娱乐工具，通过海上摩托艇喷出的水作为动力将人推向空中，驾驶者通过自身平衡来掌握飞行器行驶方向。玩好海上飞行器难度是比较高的，除了需要队的配合外，个人还需要很强的平衡能力属于高难度竞技类项目。自2013年6月30日部分媒体播报出来后，至今已经有几十家媒体互相转载。该飞行器目前很少运用，只限于少数专业爱好者。但相信随着该飞行器的推广，会有越来越多的人参与。海上飞行器的出现，也给海上娱乐及竞技项目的又一道风景线。将会有更多人的关注和喜欢。